# 21 prairial
21 floréal 21 messidor
Le primidi 21 prairial, officiellement dénommé jour du barbeau, est le 261e jour de l'année du calendrier républicain.
C'était généralement le 9e jour du mois de juin dans le calendrier grégorien.